# NFL sezona 1928.
NFL sezona 1928. je 9. po redu sezona nacionalne lige američkog nogometa.
U sezoni 1928. natjecalo se 10 momčadi nakon odustajanja Cleveland Bulldogsa, Buffalo Bisonsa i Duluth Eskimosa od natjecanja. U ligu ulaze Detroit Wolverinesi kao nova momčad. Sezona je počela 23. rujna, a završila je 16. prosinca 1928. Prvacima je proglašena momčad Providence Steam Rollera.

## Poredak na kraju sezone
| Momčad                   | Pob | Por | Ner | %    |
| ------------------------ | --- | --- | --- | ---- |
| Providence Steam Roller* | 8   | 1   | 2   | 88,9 |
| Frankford Yellow Jackets | 11  | 3   | 2   | 78,6 |
| Detroit Wolverines       | 7   | 2   | 1   | 77,8 |
| Green Bay Packers        | 6   | 4   | 3   | 60,0 |
| Chicago Bears            | 7   | 5   | 1   | 58,3 |
| New York Giants          | 4   | 7   | 2   | 36,4 |
| New York Yankees         | 4   | 8   | 1   | 33,3 |
| Pottsville Maroons       | 2   | 8   | 0   | 20,0 |
| Chicago Cardinals        | 1   | 5   | 0   | 16,7 |
| Dayton Triangles         | 0   | 7   | 0   | 0,0  |

Napomena: * - proglašeni prvacima, % - postotak pobjeda

## Vanjske poveznice
- Pro-Football-Reference.com, statistika sezone 1928. u NFL-u